# Martin Arlofelt
Martin Arlofelt (født 25. januar 1985) er en dansk tidligere fodboldspiller, der senest spillede for HB Køge, hvor han spillede som forsvarspiller.

## Karriere
Martin Arlofelt startede fodboldkarrieren i Brøndby, inden han senere med stor succes skiftede til Køge BK for siden at rykke videre til Herfølge Boldklub.
Forsvarsspilleren vil efter indstillingen af karrieren spille 7-mandsfodbold i fodboldklubben ØZ i København med vennerne. Derudover ville han koncentrere sig sin uddannelse til el-installatør.

## Personligt liv
Martin Arlofelt blev d. 17. August 2013 gift med Camilla Arlofelt. Som uddannet el-installatør i 2013 varetager nu den autoriseret del i Svend Lajer & Søn el-anlæg A/S.